# Dichagyris albida
Dichagyris albida är en fjärilsart som beskrevs av Caradja 1931. Dichagyris albida ingår i släktet Dichagyris och familjen nattflyn. Inga underarter finns listade i Catalogue of Life.